# Adriana Rozwadowska
Adriana Rozwadowska – dziennikarka zajmująca się kwestiami rynku pracy, prawa pracowniczego i polityki społecznej. Prezenterka niemieckiej telewizji RBB, od 2015 do 2023 roku pracowała w dziale gospodarczym „Gazety Wyborczej”. Między rokiem 2021 a 2023 przewodnicząca NSZZ „Solidarność” w Agorze.
Pisała m.in. o strajku w PLL LOT, zmianach w kodeksie pracy oraz, w 2018, o warunkach pracy w polskim oddziale korporacji Amazon.com. Pismo grożące Rozwadowskiej pozwem sądowym zostało przez Dominikę Bychawską-Siniarską z Helsińskiej Fundacji Praw Człowieka nazwane próbą zastraszenia dziennikarki, a przez Partię Razem dowodem na to, że „międzynarodowe korporacje zagrażają demokracji”. Za teksty o Amazonie otrzymała studencką nagrodę dziennikarską MediaTory w kategorii „ProwokaTOR”.
W lutym 2020 ukazał się w „Gazecie Wyborczej” artykuł Rozwadowskiej, który potwierdzał dociekania Joanny Jurkiewicz opisane w niewydanej z obawy przed procesami sądowymi książki Dekada ajentów. System agencyjny spółki Żabka Polska, krytykującej model biznesowy sieci sklepów Żabka polegający na przerzucaniu odpowiedzialności na ajentów. Właściciel Żabki, CVC Capital, po wydaniu artykułu Rozwadowskiej wywarł naciski na takie portale jak Fakt.pl oraz Money.pl, by nie cytowały artykułu i zagroził Rozwadowskiej pozwem sądowym.